# Розтока-Ритерська
Розтока-Ритерська (пол. Roztoka Ryterska) — село в Польщі, у гміні Ритро Новосондецького повіту Малопольського воєводства.
Населення — 368 осіб (2011).

## Географія
Селом протікає річка Велика Розтока.

## Демографія
Демографічна структура станом на 31 березня 2011 року:
|          | Загалом | Допрацездатний вік | Працездатний вік | Постпрацездатний вік |
| -------- | ------- | ------------------ | ---------------- | -------------------- |
| Чоловіки | 188     | 33                 | 127              | 28                   |
| Жінки    | 180     | 38                 | 104              | 38                   |
| Разом    | 368     | 71                 | 231              | 66                   |